# Slavnik (gora)
Slavnik je 1028 metrov visoka gora v Slovenski Istri - Čičariji. Deset metrov pod vrhom se nahaja Tumova koča na Slavniku.
Na vrh vodi več označenih poti. Po zahodnem pobočju gore se povzpnemo po položni poti iz Prešnice, istrske vasice, stisnjene pod pobočja Slavniškega pogorja. Vzpon iz Prešnice je eden najlažjih vzponov na Slavnik, saj je pot v celoti položna in večinoma poteka po senci gabrovih gozdov. Povprečen pohodnik pot z višinsko razliko 560 m prehodi v dveh urah. V drugi polovici meseca maja ob poti cvetijo potonike, narcise in perunike.

## Naravni spomenik Slavnik
Vrh Slavnika s pobočji je od leta 1992 razglašen za naravni spomenik. Pisano kraško travniško vegetacijo sestavljajo tržaški svišč, košutnik, narcise kot tudi sredozemske gorske cvetice (Jacquinijev ranjak in zlati koren). Na Slavniku so celo prvič opisali in po cesarju poimenovali rastlino bledorumeni ušivec - Pedicularis friderici-augusti. Za zoologe je Slavnik zanimiv zaradi številnih redkih in endemičnih živalskih vrst (metuljev, strig, pajkov in drugih).